# Решат Нури
Решат Нури Гюнтекин (на турски: Reşat Nuri Güntekin) е турски писател.

## Биография
Роден е през 1889 г. в Юскюдар, Истанбул. Баща му Нури е военен лекар, а майка му Лютфие е дъщеря на Явер Паша, валията на Карс. Малката му сестра е починала млада и е пораснал като единствено дете. Ученическите си години започва в Чанаккале, а поради професията на баща си е обиколил много области.
Романът „Свирачът на лютня“ (на турски „Udi“) на Фатма Алийе Топуз е бил първият роман, който е прочел през детските си години и е бил причината писателят да има интерес към литературата. Баща му е имал богата библиотека в къщата им в Чанаккале и там писателят е имал възможност да развие своите умения и да се отдаде на писателство. След като учи известно време в гимназия Frerler в Измир се премества в гимназията „Saint Joseph“ в Истанбул. През 1912 година завършва Darülfünûn (Истанбулски университет).
До 1927 г. е бил преподавател по френски език и директор в различни училища в Бурса и Истанбул. През 1927 г. се жени за току-що завършилата гимназия своя ученичка Хадийе.
Наред с учителската професия, писателят е проявявал интерес към литературата. Започнал да пише разкази с музата от творбите на Халит Зия Ушаклъгил. След това се отдава на театралното изкуство и се опитва да се развие като театрален писател. Започва да пише след Първата световна война. Първите му творби са, дългите разкази в „Eski Ahbap“ (1917), след което написва две пиеси – „Hançer“ (1920) и „Eski Rüya“ (1922). Става известен след като във вестник „Вакит“ е споменат романът му „Чучулигата“.
През 1931 г. започва да работи като инспектор в образователната система и благодарение на тази професия обикаля отново цяла Мала Азия и се запознава добре с културата на хората от цяла Турция. През 1939 г. е избран за народен представител за Чанаккале и е бил в Парламента до 1946 г. През 1941 г. е родена дъщеря му Еля. През 1947 г. издава вестник „Memleket“, който е клон на вестника на Републиканска народна партия „Ulus“. През 1950 година се връща на своята работа като образователен инспектор и заминава в Париж като турски представител в UNESCO. През 1954 г. е принуден да напусне тази длъжност поради напредналата си възраст.

## Смърт
Гюнтекин, след като е бил диагностициран с рак на белия дроб, заминава за лечение в Лондон и там умира на 7 декември 1956 г. На 13 декември 1956 г. е погребан в гробището Караджаахмет в Истанбул. След смъртта му улицата, на която е живял в Истанбул в квартал Левент, е преименувана на негово име.

## Романи
- „Чучулигата“ (1922)
- „Скрита ръка“ (1922)
- „Дамга“ (1924)
- „От устните до сърцето“ (1925) (по него е ТВ сериал „Мелодията на сърцето“)
- „Нощно слънце“ (1926)
- „Зелена вечер“ (1928)
- „Листопад“ (1930)(по мотиви от този роман е създаден едноименният ТВ сериал)
- „Дренкови клони“ (1932)
- „Небе“ (1935)
- „Стара болест“ (1938)
- „Реката“
- „Kavak Yelleri (1961)“ („Ветрове сред тополите – по него е ТВ сериалът „Мечтатели“)

## Театрални постановки
- Hançer (1920) (Кама)
- Eski Rüya (1922) (Старата мечта)
- Ümidin Güneşi (1924) (Слънцето на надеждата)
- Gazeteci Düşmanı (Враг на журналиста), Şemsiye Hırsızı (Крадецът на чадъра)
- İstiklâl (1933) (Независимост)
- Yaprak Dökümü (Листопад-1971)
- Eski Şarkı(1971) (Старата песен)
- Balıkesir Muhasebecisi (1971) (На счетоводителя на Баликешир)